# Sonapur (Banke)
Sonapur (nepalski: सोनपुर) – gaun wikas samiti w zachodniej części Nepalu w strefie Bheri w dystrykcie Banke. Według nepalskiego spisu powszechnego z 2001 roku liczył on 1240 gospodarstw domowych i 7107 mieszkańców (3387 kobiet i 3720 mężczyzn).